# Christian Noboa
Christian Fernando Noboa Tello (født 9. april 1985 i Guayaquil, Ecuador) er en ecuadoriansk fodboldspiller (offensiv midtbane). Han spiller hos FC Zenit i den russiske liga.
Noboa startede sin karriere hos Emelec i hjemlandet. I 2007 rejste han til Europa og skrev kontrakt med FC Rubin Kazan i Rusland. Her spillede han de følgende fem sæsoner, og var med til at vinde to russiske mesterskaber, i henholdsvis 2008 og 2009. Han blev herefter solgt til ligarivalerne Dynamo Moskva.

## Landshold
Noboa har (pr. juni 2014) spillet 42 kampe og scoret to mål for Ecuadors landshold, som han debuterede for 29. marts 2009 i et opgør mod Brasilien. Han var en del af den ecuadorianske trup til både Copa América 2011 og VM i 2014.